# Tomi Sallinen
Tomi Sallinen, född 11 februari 1989 i Esbo, Nyland, är en finsk ishockeyspelare som spelar i Brynäs IF. Innan har han spelat sju säsonger i det finska laget Esbo Blues i FM-ligan och en säsong i Leksand. Efter laget blev nedflyttad till Hockeyallsvenskan i april 2015 blev det klart att han tillsammans med lagkamraten Linus Hultström lämnade för Djurgården. Han gjorde även en kort sejour i Färjestad BK innan han på grund av skador och för lite istid lämnade för Brynäs. Tomi är landslagsmeriterad och har med det finska landslaget vunnit VM-silver, 2014. Han är äldre bror till ishockeyspelaren Jere Sallinen.